# Шістдесят втікачів
«Шістдесят втікачів» (рос. «Шестьдесят беглецов») — радянський художній фільм Свердловської кіностудії, знятий в 1991 році. 

## Сюжет
Фільм заснований на реальних подіях: у 1880-х роках тувинські арати (селяни) підняли повстання проти своїх гнобителів, нойонов — багатіїв. Повстання жорстоко придушується. Багато хто змушені схилити коліна перед грубою силою влади. Але шістдесят чоловік не здалися…

## У ролях
- Борис Ооржак — головна роль
- Олександр Ондар — головна роль
- Езир-Оол Монгуш — епізод
- Марат Даржан — епізод
- Олександр Салчак — епізод
- Ляна Ондур — епізод

## Знімальна група
- Режисер — Барас Халзанов
- Сценаристи — Сергій Зорін, Барас Халзанов, Раміль Ямалєєв
- Оператор — Рудольф Мещерягін
- Композитор — Олександр Луначарський